# Štitar
Štitar är en ort i Kroatien.   Den ligger i länet Srijem, i den östra delen av landet, 220 km öster om huvudstaden Zagreb. Štitar ligger 82 meter över havet och antalet invånare är 2 621.
Terrängen runt Štitar är mycket platt. Runt Štitar är det ganska tätbefolkat, med 120 invånare per kvadratkilometer. Närmaste större samhälle är Županja, 4,9 km öster om Štitar. I omgivningarna runt Štitar växer i huvudsak blandskog.